# Uście Gorlickie
Uście Gorlickie (do 1949 Uście Ruskie, łem. Устя Рускє, przejściowo Ujście Karpackie; wcześniej Uście Wołoskie) – wieś (dawniej miasto) w Polsce, położona w dolinie rzeki Ropy, w województwie małopolskim, w powiecie gorlickim, w gminie Uście Gorlickie. Wieś jest siedzibą gminy Uście Gorlickie oraz sołectwa Uście Gorlickie.
Uście Ruskie uzyskało lokację miejską w 1785 roku, zdegradowane w 1896 roku. W latach 1975–1998 miejscowość administracyjnie należała do województwa nowosądeckiego.
Wieś leży u ujścia potoku Zdynia do Ropy.

## Integralne części wsi
| SIMC    | Nazwa      | Rodzaj     |
| ------- | ---------- | ---------- |
| 0468329 | Kijów      | część wsi  |
| 0468335 | Kowalów    | część wsi  |
| 0468364 | Oderne     | przysiółek |
| 0468358 | Terpentyny | część wsi  |

## Historia
Uście zostało założone przez polskich rycerzy Gładyszów na początku XV wieku. Właścicielem tej miejscowości był m.in. Stanisław Gładysz z Kowalowa h. Gryf – tenutariusz Szymbarku, dziedzic Kowalowej, Gilowej (od 1477), komornik ziemski biecki 1486, sędzia grodzki biecki, mąż Katarzyny Barczkowskiej (córki Jakuba Barczkowskiego).
W okresie międzywojennym stacjonował w miejscowości komisariat Straży Granicznej.

## Zabytki
Obiekty wpisane do rejestru zabytków nieruchomych województwa małopolskiego.
- cerkiew św. Paraskewy,
  - cmentarz przykościelny,
  - ogrodzenie z bramkami,
- kaplica cmentarna, drewniana,
- cmentarz wojenny nr 57,
- karczma łemkowska, drewniana, początek XX wieku.

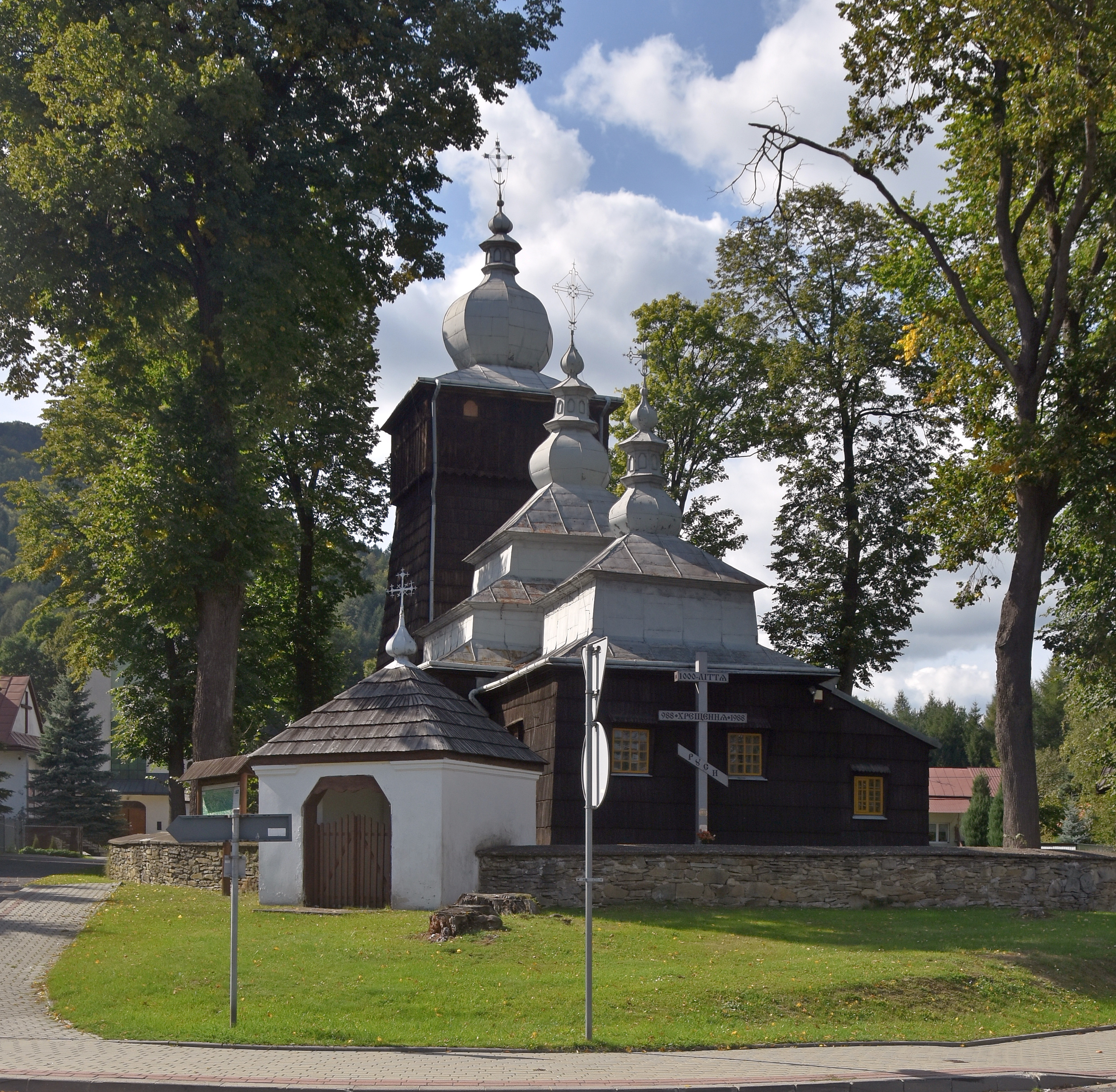
Cerkiew św. Paraskewy
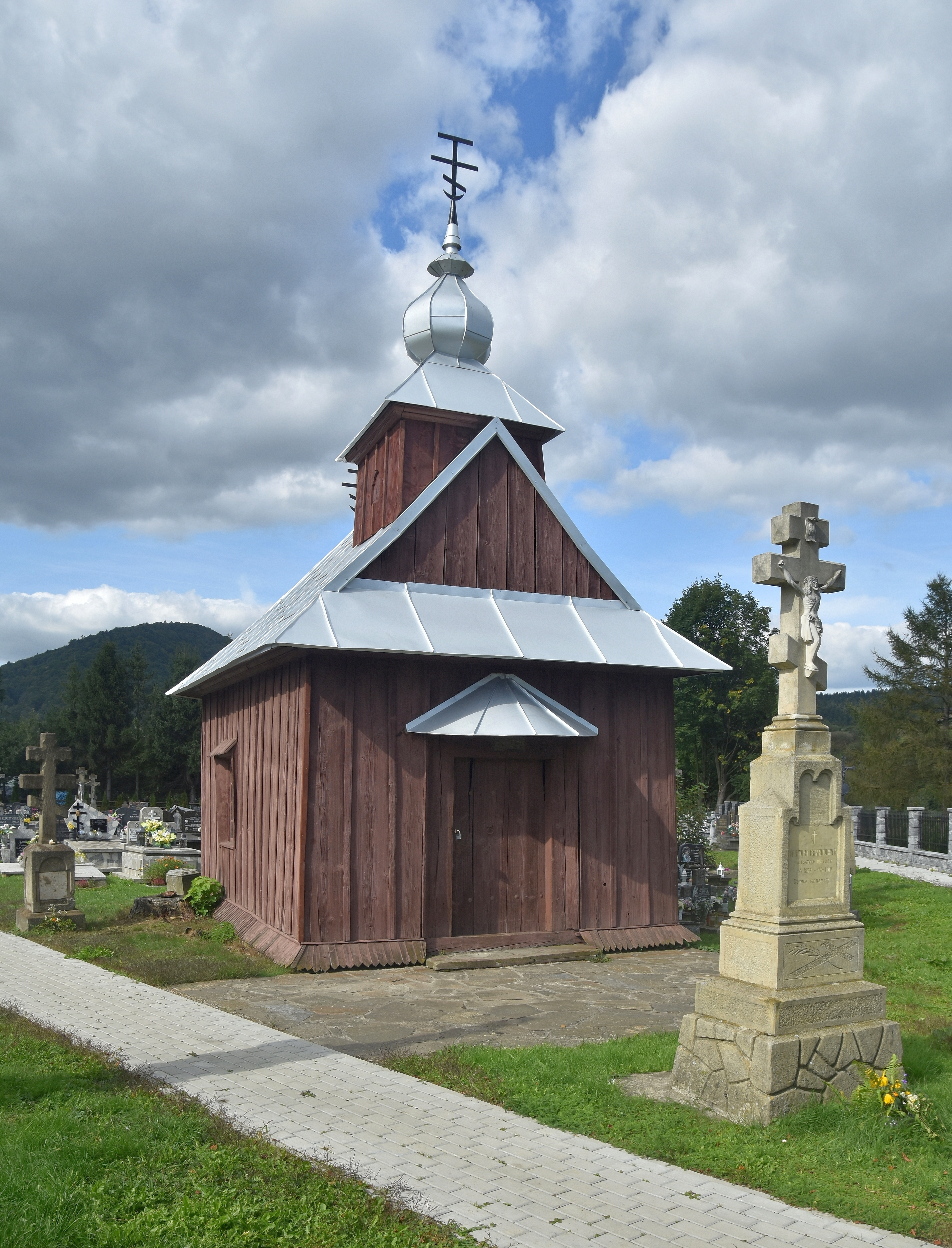
Kaplica cmentarna
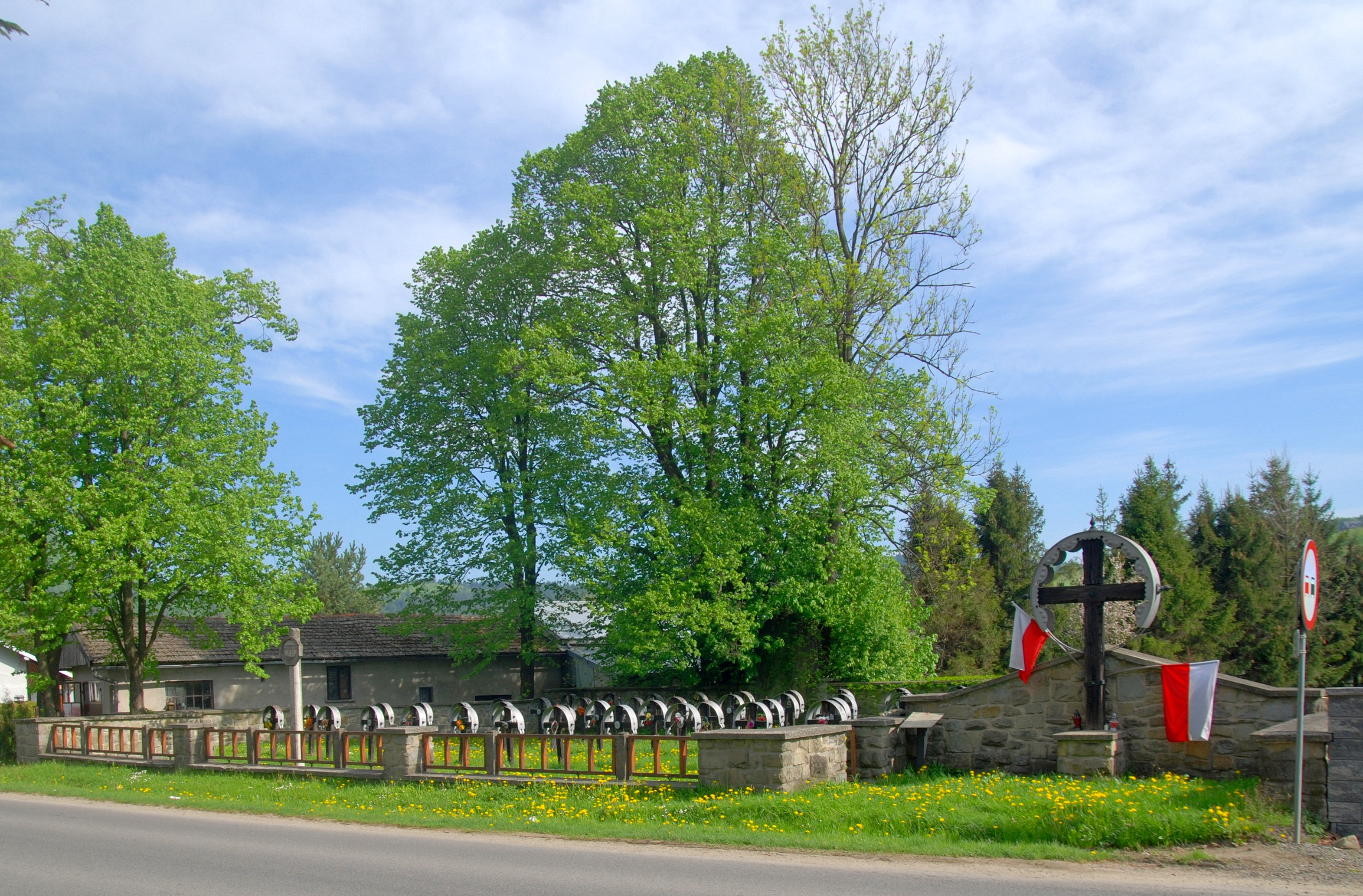
Cmentarz wojenny nr 57

## Turystyka
- Uście Gorlickie znajduje się na szlaku architektury drewnianej z zabytkową, greckokatolicką cerkwią św. Paraskewy z 1786 roku,
- cmentarz żołnierzy I wojny światowej nr 57. Znajdują się na nim 2 mogiły zbiorowe i 45 pojedynczych, w których pochowanych jest 46 żołnierzy armii austro-węgierskiej i 13 rosyjskiej. Cmentarz zaprojektował Dušan Jurkovič,
- w centrum wsi stoi pomnik poświęcony poległym Łemkom w czasie okupacji hitlerowskiej,
- przy cmentarzu stoi drewniana kapliczka z 1876 roku.

## Szlaki piesze
- Homola (712 m n.p.m.) – Uście Gorlickie – Oderne – Schronisko PTTK na Magurze Małastowskiej.

## Związki wyznaniowe
W Uściu Gorlickim działalność prowadzą wspólnoty następujących związków wyznaniowych:
- Kościół rzymskokatolicki – parafia Matki Bożej Nieustającej Pomocy[12]
- Kościół greckokatolicki – parafia św. Paraskewi[13][14]
- Pięćdziesiątnicy (zielonoświątkowcy) – zbór w Uściu Gorlickim[15]
- Świadkowie Jehowy – zbór Kunkowa z Salą Królestwa w Uściu Gorlickim[16]

Oprócz członków wyżej wymienionych wyznań, zamieszkują tu także ewangelicy i baptyści.

## Sport
- Ludowy Klub Sportowy Uście Gorlickie (LKS Uście Gorlickie) seniorzy, juniorzy i trampkarze.